# Clethodim
Clethodim ist ein Gemisch mehrerer isomerer chemischer Verbindungen aus der Gruppe der Cyclohexen-Oxime. Der Name Clethodim wurde ursprünglich für die Substanz mit (E)-Konfiguration an der C=N-Doppelbindung genehmigt, aber im Jahr 2008 stellte der Hersteller fest, dass das (Z)-Isomer ebenfalls im hergestellten Produkt vorhanden ist und verlangte, dass die Definition geändert werde.

## Gewinnung und Darstellung
Clethodim kann ausgehend von einer Reaktion von Ethylmercaptan mit Crotonaldehyd gewonnen werden, gefolgt von Behandlung mit Aceton und Dimethylmalonat, Hydrolyse, sowie anschließender Umsetzung mit Propionsäurechlorid und 1-Chlor-3-allyloxyamin.
Ein anderes Herstellungsverfahren erfolgt durch Reaktion von 5-Propyl-2-thioethyl-cyclohexan-1,3-dion mit Propionylchlorid, Aluminium(III)-chlorid und 1-Chlor-3-allyloxyamin.

## Eigenschaften
Clethodim ist eine gelbe ölige Flüssigkeit, die löslich in Wasser und den meisten organischen Lösungsmitteln ist. Das Kohlenstoffatom an Position 5 scheint ebenfalls Chiralität aufzuweisen, wird aber wegen der raschen Keto-Enol-Tautomerie nicht als chirales Zentrum betrachtet. Die Verbindung ist bedingt aus der Oximstruktur thermisch instabil. Oberhalb von 100 °C wird eine stark exotherme Zersetzung mit einer Zersetzungswärme von −367,8 kJ·mol−1 bzw. −1022 kJ·kg−1 beobachtet.

## Verwendung
Clethodim wird als Herbizid verwendet. Es ist ein Nachauflaufherbizid, aktiv gegen ein- und mehrjährige Gräser und ähnliche Unkräuter mit schmalen Blättern. Es gehört zu der Klasse von Acetyl-CoA-Carboxylase-Inhibitoren, die die Verbindungen Sethoxydim und Cycloxydim enthält und wurde 1994 in rund 35 Ländern bei über 20 Kulturpflanzen zugelassen.

## Zulassung
Der Antrag auf Zulassung des Wirkstoffs in der EU wurde zurückgezogen, nachdem der Antragsteller im April 2006 den Entwurf eines Bewertungsberichts erhalten hatte. Daraufhin wurde Clethodim mit der Entscheidung 2008/934/EG nicht in die Liste der zulässigen Wirkstoffe aufgenommen. Später wurde die Aufnahme in die Liste zulässiger Wirkstoffe erneut beantragt und 2011 mit der Maßgabe bewilligt, dass nur Anwendungen als Pflanzenschutzmittel für Zuckerrüben zugelassen werden dürfen. Die Beschränkung auf Zuckerrüben wurde im Februar 2012 aufgehoben.
In einer Reihe von EU-Staaten, unter anderem in Deutschland und Österreich, sowie in der Schweiz sind Pflanzenschutzmittel (z. B. Select) mit diesem Wirkstoff zugelassen.